# Distretto di Beidaihe
Il distretto di Beidaihe (北戴河区S, Běidàihé QūP) è un distretto della Cina, situato nella provincia di Hebei e amministrato dalla prefettura di Qinhuangdao.